# Info tv leipzig
info tv leipzig war ein regionaler Nachrichtenfernsehsender für den Raum Leipzig.

## Geschichte
Im Rahmen des DVB-T-Pilotprojekts „Überallfernsehen | lokal“, gefördert durch die Sächsische Landesanstalt für privaten Rundfunk und neue Medien (SLM), startete am 17. März 2008 das Programm seine Verbreitung. Die Verbreitung des Programmes endete am 1. Juli 2016 und wird nun als Leipzig Fernsehen weitergeführt.
Anders als im Rundfunk bisher üblich, wurde auf die Errichtung eines hohen Antennenstandortes verzichtet. Stattdessen entstand durch die Mitnutzung vorhandener Gebäude ein kleinzelliges DVB-T-Netz mit mehreren Sendestandorten, welches am 10. Mai 2010 in den Regelbetrieb überführt wurde. Die geringere Reichweite der Sender erlaubte die genaue Begrenzung des Versorgungsgebietes sowie einen besseren Empfang in Häuserfluchten. Durch die in Deutschland erstmalige Verwendung von Drehfeld-Sendeantennen konnte der Sender nicht nur überall in Leipzig, sondern auch mobil im Auto oder der Straßenbahn empfangen werden.
Die Verbreitung von info TV Leipzig endete am 1. Juli 2016. Grund dafür war der Zusammenschluss mit Leipzig Fernsehen, welches der Sachsen Fernsehen angehört. Durch die Fusion sollte die Reichweite vergrößert werden, zudem war die zukünftige Ausstrahlung des Programms in HD-Qualität geplant.

## Programm
info tv leipzig sendete im 24-Stunden-Betrieb Informationen über die Stadt Leipzig und deren Umgebung. Bei den Programminhalten wurde in besonderem Maße auf eine Vorberichterstattung geachtet. Eine 15- bis 30-minütige Schleife, die sich in acht Rubriken unterteilte, informierte dabei über die aktuellen Nachrichten (news), das Wetter der nächsten Tage (weather), die neuesten Veranstaltungen (events), zeigte Werbeinformationen aus der Region (spots), informierte über den Regionalsport (sports), Wirtschaft (business) und sonstige Nachrichten (mixed).
Unter Zuhilfenahme von Bild-im-Bild-Technik und sich abwechselnden Text- und Bildnachrichten sollte ein unkonventionelles Layoutdesign erreicht werden.
In Zusammenarbeit mit der Hochschule für Technik, Wirtschaft und Kultur Leipzig (HTWK) wurden Sendeformate erforscht, die dann von info tv leipzig getestet wurden.

## Empfang
Das Programm war per DVB-T auf Kanal 31 (554 MHz) im Stadtgebiet Leipzig zu empfangen. Die Antennenpolarisierung war rotierend kreuzpolarisiert. Außerdem sendete info tv leipzig über das Kabelnetz von Kabel Deutschland digital (122 MHz - 64QAM - 6900 KSym/s), der Primacom analog auf Kanal 37 und digital auf Kanal 44 sowie der HL komm analog und digital (an!), wodurch eine technische Reichweite von zirka 600.000 Haushalten erzielt wurde. Ebenso war der Empfang im Internet per Live-Stream möglich.